# Toulx-Sainte-Croix
Toulx-Sainte-Croix è un comune francese di 303 abitanti situato nel dipartimento della Creuse nella regione della Nuova Aquitania.

## Società

### Evoluzione demografica
Abitanti censiti